# Sultanato Gúrida
Sultanato Gúrida ou Império Gúrida foi um Estado persianizado fundado em torno da região de Gur, no atual Afeganistão, cuja origem étnica é presumida ser tajique. Foi fundado pelos gúridas ou góridas, uma dinastia oriunda da família Xansabani que tinha Gur como sua base de poder local. Converteram-se do budismo ao islamismo sunita depois da conquista de Gur pelo sultão Mamude (r. 998–1030) no ano 1011. Os gúridas eventualmente destruíram o Império Gasnévida em 1186 quando o sultão Muizadim Maomé (r. 1173–1206) conquistou Laore do sultão Cosroes Maleque (r. 1160–1186).
Em seu apogeu, o Sultanato Gúrida abrangia o Grande Coração no oeste e alcançou o norte da Índia até Bengala, no leste. A sua primeira capital foi Firoscu em Mandes, que mais tarde foi substituída por Herate, e finalmente Gásni. Os gúridas eram patronos da cultura e herança persa. Foram sucedidos no Coração e Pérsia pelo Império Corásmio da Corásmia, e no norte da Índia pela dinastia mameluca do Sultanato de Déli.

## Origens
No século XIX, alguns estudiosos europeus como Mountstuart Elphinstone favoreciam a ideia de que os gúridas eram os pastós de hoje, mas isso é geralmente rejeitado por estudos modernos e, conforme dito por G. Morgenstierne na Enciclopédia do Islã, é por "várias razões muito improvável". Em vez disso, os estudiosos presumem que a dinastia era de origem tajique. C. E. Bosworth ainda aponta que o nome real dos gúridas, Al e Xansabe (persianizado como Xansababi), que é uma pronúncia árabe do nome originalmente em persa médio Uisnaspe. Seja como for, a região do Guristão permaneceu habitada sobretudo por budistas até o século XI, quando foi islamizada com as invasões realizadas pelo Império Gasnévida.

## Língua
A língua nativa dos gúridas era aparentemente diferente da língua da corte, o persa. Abu Alfadle Baiaqui, o famoso historiador da era gasnévida, escreveu na página 117 em seu livro História de Baiaqui: "O sultão Maçude I de Gásni partiu para o Guristão e enviou o seu culto companheiro com duas pessoas de Gur como intérpretes entre esta pessoa e as pessoas daquela região." Porém, como os samânidas e os gasnévidas, os gúridas foram grandes patrocinadores da literatura, poesia e cultura persas e as promoveram em suas cortes como se fossem suas. Escritores de livros coetâneos referem-se a eles como "gúridas persianizados". Não há nada que confirme a recente suposição de que os habitantes de Gur eram originalmente falantes de pastó, e as alegações da existência de poesia pastó (como em Pata Cazana) do período gúrida são infundadas.

## Lista de sultões
Segue a lista de sultões:
- Suri ibne Maomé (segunda metade do século IX)?
- Maomé ibne Suri (r. ?–1011)?
- Abu Ali ibne Maomé (r. 1011–1035)
- Abas ibne Xite (r. 1035–1060)
- Maomé ibne Abas (r. 1060–1080)?
- Cobadim Haçane (r. 1080–1110)
- Izadim Huceine ibne Haçane (r. 1110–1146)
- Ceifadim Suri (r. 1146–1149)
- Badim Sã I (r. 1149)
- Aladim Huceine (r. 1149–1161)
- Ceifadim Maomé (r. 1161–1163)
- Guiatadim Maomé (r. 1163–1202)
- Muizadim Maomé (r. 1173–1206)
- Guiatadim Mamude (r. 1206–1212)
- Badim Sã III (r. 1212–1213)
- Aladim Atesiz (r. 1213–1214)
- Aladim Ali (r. 1214–1215)